# Etrit Berisha
Pour les articles homonymes, voir Berisha.
Etrit Berisha, né le 10 mars 1989 à Pristina (Kosovo), est un footballeur international albanais qui évolue au poste de gardien de but.
Avec sa sélection, il participe à l'Euro 2016.

## Carrière

### En club
Il commence sa carrière de footballeur dans l'équipe jeune du KF 2 Korriku, au Kosovo. Après plus de dix ans dans les équipes jeunes, il quitte le club en janvier 2008 pour aller en Suède et jouer en tant que pro pour le club de Kalmar FF.
Il joue pour la première fois pour le club le 28 avril 2010, contre l'Örebro SK lors d'une victoire quatre buts à un. Il marque le premier but de sa carrière pro en Ligue Europa contre le Cliftonville FC, puis un autre but mais en Allsvenskan cette fois-ci, sur un penalty contre Helsingborgs en 2012. Il joue son dernier match avec Kalmar contre le Halmstads BK, et marque un but sur penalty.
Le 2 septembre 2013, il signe à la SS Lazio. Il joue son premier match sous ses nouvelles couleurs pendant la Ligue Europa 2013-2014 contre l'Apollon Limassol.

### Carrière internationale
Il joue son premier match pour l'Albanie contre l'Iran le 27 mai 2012 lors d'une victoire un but à zéro.
En 2016, il fait partie du groupe pour l'Euro 2016 et joue les trois rencontres de poules avant d'être éliminé.
Il est retenu dans la liste des 26 joueurs albanais du sélectionneur Sylvinho pour participer à l'Euro 2024.

## Palmarès
Etrit Berisha est champion de Suède en 2008 avec Kalmar FF. Il remporte également la Supercoupe de Suède en 2009.
Lors de la Ligue des nations 2018-2019, il termine premier du groupe 4 de la Ligue C en jouant les 4 derniers matchs du groupe à la place de Thomas Strakosha.